# 14e soirée des prix Jutra
La 14e soirée des prix Jutra, récompensant les films sortis en 2011, a lieu le 11 mars 2012 et est diffusée à la télévision de Radio-Canada en direct du Théâtre Saint-Denis à Montréal.

## Déroulement
Le gala est animé par Sylvie Moreau et Yves Pelletier pour une seconde fois consécutive. Philippe Falardeau y récolte sept prix pour son film Monsieur Lazhar, dont celui du meilleur film. Les cotes d'écoutes se sont élevées à 570 000 téléspectateurs.

## Palmarès
Les lauréats sont indiqués ci-dessous en premier de chaque catégorie et en gras.

### Meilleur film
- Monsieur Lazhar de Philippe Falardeau
  - Coteau Rouge d'André Forcier
  - Le Vendeur de Sébastien Pilote
  - Nuit #1 d'Anne Émond
  - Starbuck de Ken Scott

### Meilleure réalisation
- Philippe Falardeau pour Monsieur Lazhar
  - Anne Émond pour Nuit #1
  - Micheline Lanctôt pour Pour l'amour de Dieu
  - Ken Scott pour Starbuck
  - Jean-Marc Vallée pour Café de Flore

### Meilleur acteur
- Gilbert Sicotte pour Le Vendeur
  - Mohamed Fellag pour Monsieur Lazhar
  - Patrick Huard pour Starbuck
  - Charles-Antoine Perreault pour Une vie qui commence
  - Mario Saint-Amand pour Gerry

### Meilleure actrice
- Vanessa Paradis pour Café de Flore
  - Céline Bonnier pour Coteau Rouge
  - Catherine De Léan pour Nuit #1
  - Julie Le Breton pour Une vie qui commence
  - Madeleine Péloquin pour Pour l'amour de Dieu

### Meilleur acteur de soutien
- Émilien Néron pour Monsieur Lazhar
  - Antoine Bertrand pour Frisson des collines
  - Nicolas Canuel pour La Run
  - François Papineau pour Une vie qui commence
  - Mario Saint-Amand pour Coteau Rouge

### Meilleure actrice de soutien
- Sophie Nélisse pour Monsieur Lazhar
  - Sandrine Bisson pour La Peur de l'eau
  - Anick Lemay pour Frisson des collines
  - Louise Portal pour Le Bonheur des autres
  - Sonia Vachon pour Le Sens de l'humour

### Meilleur scénario
- Philippe Falardeau pour Monsieur Lazhar
  - André Forcier, Linda Pinet et Georgette Duchaîne pour Coteau Rouge
  - Léonardo Fuica, Demian Fuica et Martin Poirier pour La Run
  - Sébastien Pilote pour Le Vendeur
  - Ken Scott et Martin Petit pour Starbuck

### Meilleure direction artistique
- Patrice Vermette pour Café de Flore
  - Patrice Bengle pour Coteau Rouge
  - Marie-Ève Bolduc pour Snow and Ashes
  - Danielle Labrie pour Starbuck
  - Normand Sarazin pour Pour l'amour de Dieu

### Meilleurs costumes
- François Barbeau pour Pour l'amour de Dieu
  - Michèle Hamel pour Frisson des collines
  - Sophie Lefebvre pour Coteau Rouge
  - Ginette Magny pour Une vie qui commence
  - Mireille Roy pour Snow and ashes

### Meilleur maquillage
- Julie Casault pour Gerry
  - Kathryn Casault pour Décharge
  - Christiane Fattori et Frédéric Marin pour Café de Flore
  - Diane Simard pour Une vie qui commence
  - Kathy Kelso, Nathalie Trépanier et Micheline Trépanier pour Funkytown

### Meilleure coiffure
- Denis Parent pour Gerry
  - Martin Lapointe pour Une vie qui commence
  - Marcello Padovani pour Coteau Rouge
  - Denis Parent pour Frisson des collines
  - Ghislaine Sant et Frédéric Birault pour Café de Flore

### Meilleure direction de la photographie
- Pierre Cottereau pour Café de Flore
  - Bernard Couture pour Le Sens de l'humour
  - Daniel Jobin pour Coteau Rouge
  - Michel La Veaux pour Pour l'amour de Dieu
  - Jean-François Lord pour Snow and Ashes

### Meilleur montage
- Élisabeth Tremblay pour Snow and Ashes
  - Jean-François Bergeron pour Le Sens de l'humour
  - Demian Fuica pour La Run
  - Éric Génois pour Sur le rythme
  - Geoffroy Lauzon et Louise Sabourin pour Bumrush

### Meilleur son
- Pierre Bertrand, Mathieu Beaudin, Sylvain Bellemare et Bernard Gariépy Strobl pour Monsieur Lazhar
  - Sylvain Bellemare, Pierre Bertrand et Bernard Gariépy Strobl pour En terrains connus
  - Mario Auclair, Pierre-Jules Audet et Luc Boudrias pour La Peur de l'eau
  - Yann Cleary, Claude Beaugrand et Stéphane Bergeron pour Marécages
  - Pierre-Jules Audet, Arnaud Derimay et Bernard Gariépy Strobl pour Starbuck

### Meilleure musique originale
- Martin Léon pour Monsieur Lazhar
  - Pierre Lapointe et Philippe Brault pour Le Vendeur
  - Louis Côté et Claude Lamothe pour Snow and Ashes
  - FM Le Sieur pour Le Sens de l'humour
  - Catherine Major pour Pour l'amour de Dieu

### Meilleur film documentaire
- Ce cœur qui bat de Philippe Lesage
  - Inside Lara Roxx de Mia Donovan
  - John Max, a portrait de Michel Lamothe
  - La nuit, elles dansent d'Isabelle Lavigne et Stéphane Thibault
  - Les Tortues ne meurent pas de vieillesse d'Hind Benchekroum et Sami Mermer

### Meilleur court ou moyen métrage de fiction
- Trotteur d'Arnaud Brisebois et Francis Leclerc
  - Ce n'est rien de Nicolas Roy
  - Hope de Pedro Pires
  - Tabula rasa de Matthew Rankin
  - Vacarme de Daniel Karolewicz

### Meilleur court ou moyen métrage  d'animation
- Dimanche de Patrick Doyon (en)
  - D'aléas de Mathieu Tremblay
  - Rivière au Tonnerre de Pierre Hébert
  - Blanche Fraise de Frédérick Tremblay
  - Paula (en) de Dominic Etienne Simard

## Prix spéciaux

### Jutra-Hommage
- Paule Baillargeon

### Film s'étant le plus illustré à l'extérieur du Québec
- Incendies de Denis Villeneuve
  - Café de Flore de Jean-Marc Vallée
  - Curling de Denis Côté
  - Le Vendeur de Sébastien Pilote
  - Monsieur Lazhar de Philippe Falardeau

### Billet d'or - Cineplex
- Starbuck

## Statistiques

### Nominations multiples
9 : Monsieur Lazhar
8 : Coteau Rouge
7 : Café de Flore
6 : Pour l'amour de Dieu, Une vie qui commence
5 : Le Vendeur
4 : Starbuck, Frisson des collines, Snow and Ashes
3 : Nuit 1, Le Sens de l'humour, La Run

### Récompenses multiples
7 : Monsieur Lazhar
3 : Café de Flore
2 : Gerry